# North British Railway

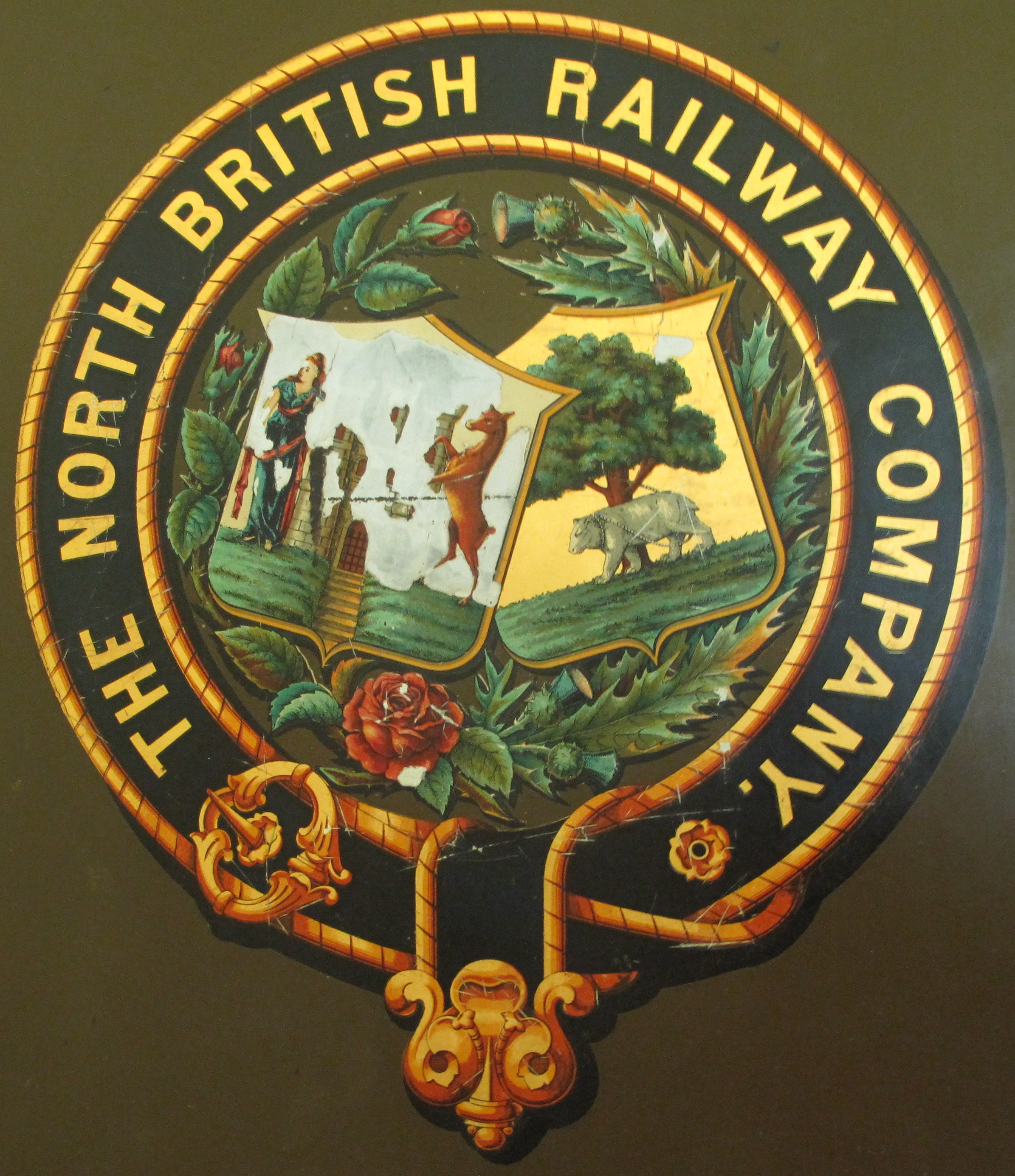
Wappen der North British Railway

Die North British Railway (NBR) war eine britische Eisenbahngesellschaft, die von 1844 bis 1922 existierte. Die Länge des zum größten Teil in Schottland gelegenen Streckennetzes betrug 2218 km.
Im Juli 1845, rund ein Jahr nach ihrer Gründung, eröffnete die NBR ihre erste Strecke von Edinburgh nach Berwick-upon-Tweed. Bereits kurz zuvor hatte die Gesellschaft die Edinburgh and Dalkeith Railway übernommen. Auf diese folgten zahlreiche weitere Übernahmen von Bahngesellschaften lokaler und regionaler Bedeutung. Die wichtigste war 1865 die Edinburgh and Glasgow Railway zwischen den beiden größten Städten Schottlands.
Um direkte Züge nach London anbieten zu können, kooperierte die NBR ab 1860 mit der North Eastern Railway und der Great Northern Railway; die drei Gesellschaften beschafften Rollmaterial mit einheitlichen technischen Spezifikationen, um einen durchgehenden Betrieb auf der East Coast Main Line zu ermöglichen.
Die wichtigsten Linien der NBR waren:
- Der Abschnitt der heutigen East Coast Main Line zwischen Berwick-upon-Tweed und Edinburgh sowie die Fortsetzung nach Dundee und Aberdeen
- Die Waverley Line zwischen Edinburgh und Carlisle
- Die West Highland Line von Glasgow nach Mallaig
- Edinburgh – Glasgow
- Edinburgh – Perth
- Edinburgh – Stirling

Bekannt wurde die NBR vor allem durch zwei bedeutende Brückenbauwerke, die Tay Rail Bridge (1877 eröffnet, 1879 eingestürzt, 1887 wiedereröffnet) und die Forth Bridge (1890 eröffnet). In Edinburgh besaß die NBR das luxuriöse North British Hotel, das 1902 eröffnet wurde und heute als eines der Wahrzeichen der Stadt gilt.
Mit dem Inkrafttreten des Railways Act 1921 am 1. Januar 1923 ging die NBR in der London and North Eastern Railway auf.